# Chasse-sur-Rhône
Chasse-sur-Rhône é uma comuna francesa na região administrativa de Auvérnia-Ródano-Alpes, no departamento de Isère. Estende-se por uma área de 7,91 km². Em 2010 a comuna tinha 6 184 habitantes (densidade: 781,8 hab./km²).